# Castellet-lès-Sausses

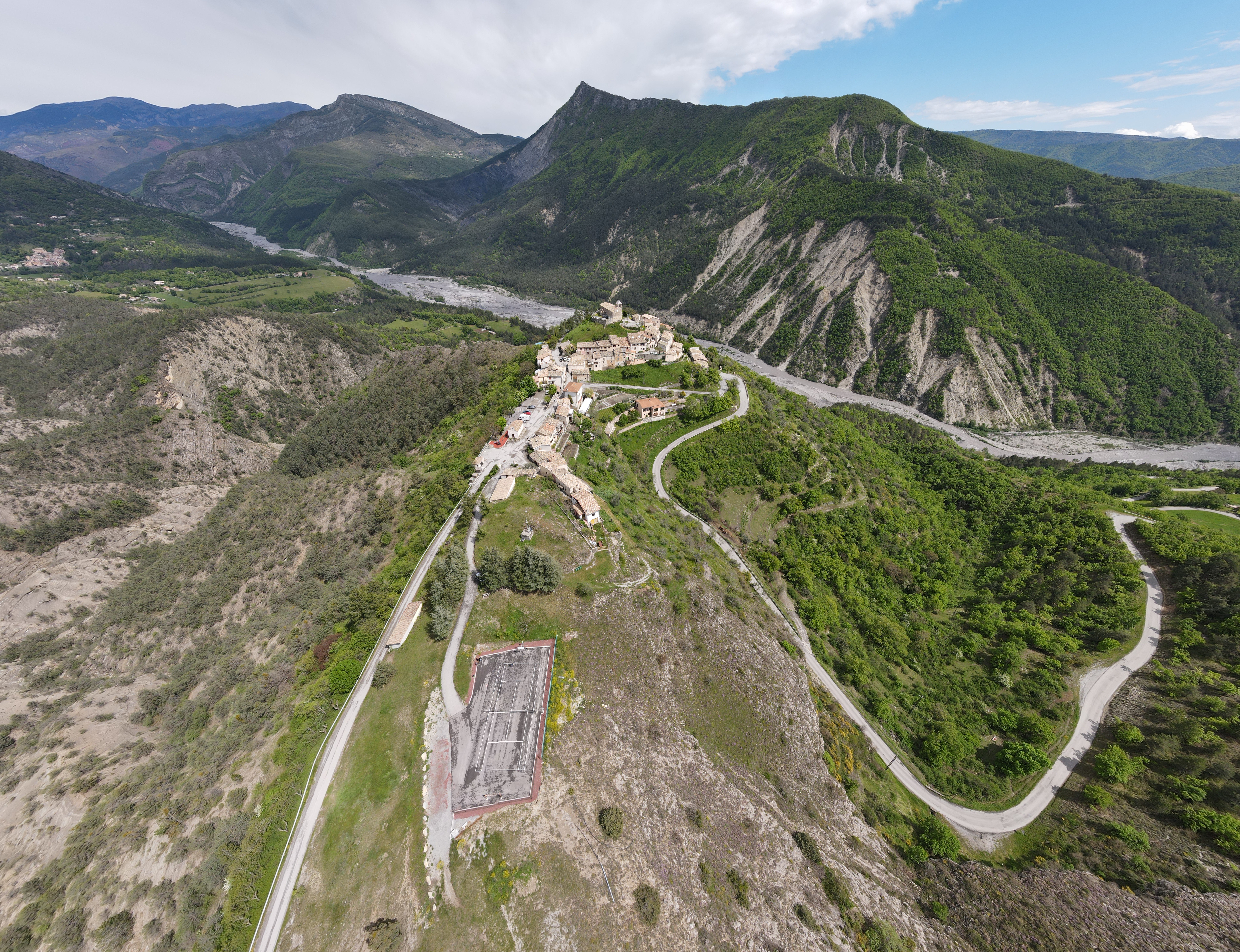
Le village de Castellet-les-Sausses en drone.

Pour les articles homonymes, voir Le Castellet.

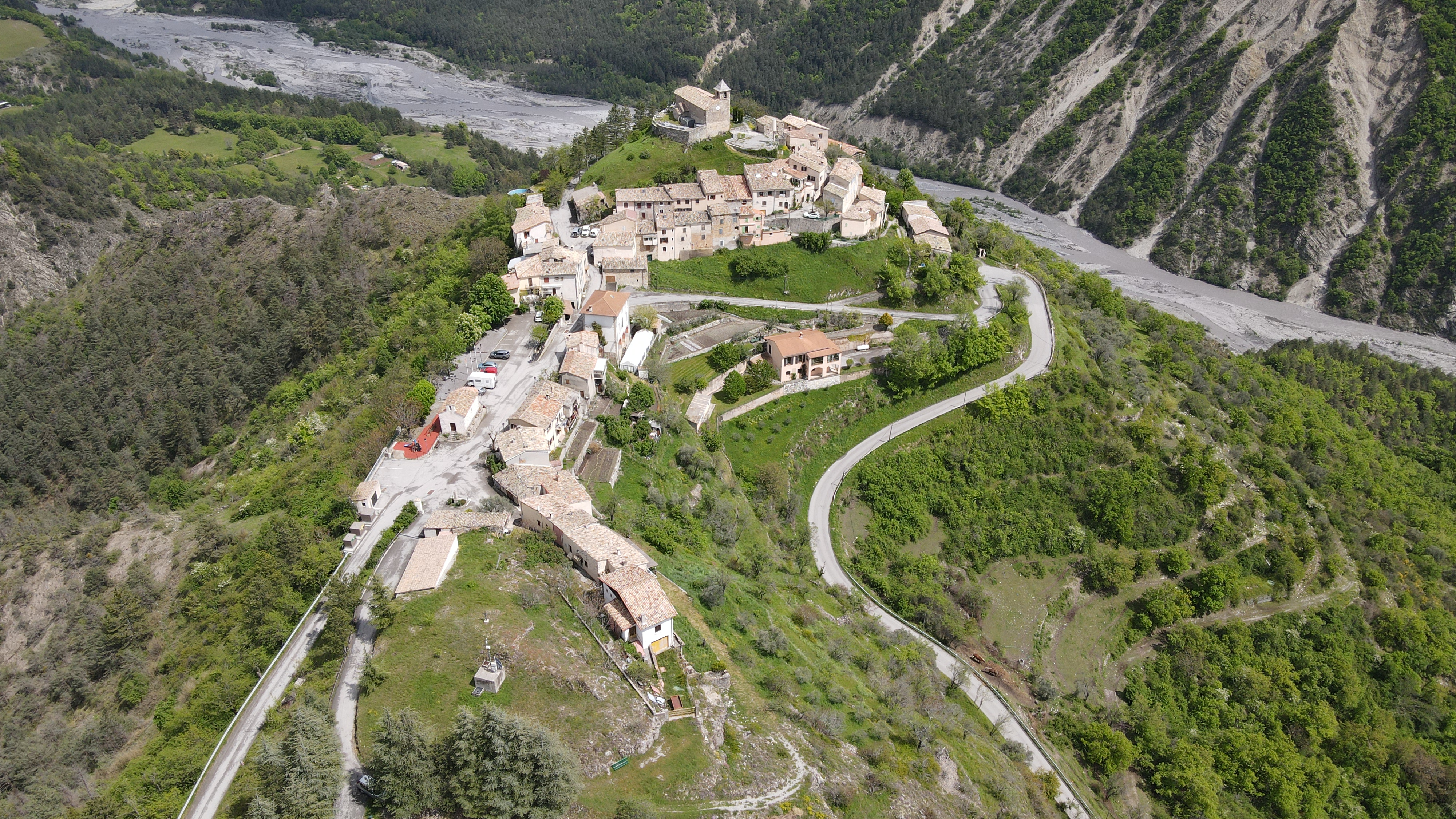
le village de Castellet les sausses

Castellet-lès-Sausses (en occitan Castelet de Saussas) est une commune française située dans le département des Alpes-de-Haute-Provence, en région Provence-Alpes-Côte d'Azur.
Le nom de ses habitants est Castelains.

## Géographie

### Localisation
Le village est situé à 800 m d’altitude, sur un piton escarpé, qui offre un beau panorama sur la vallée du Var. Ce site est inscrit.

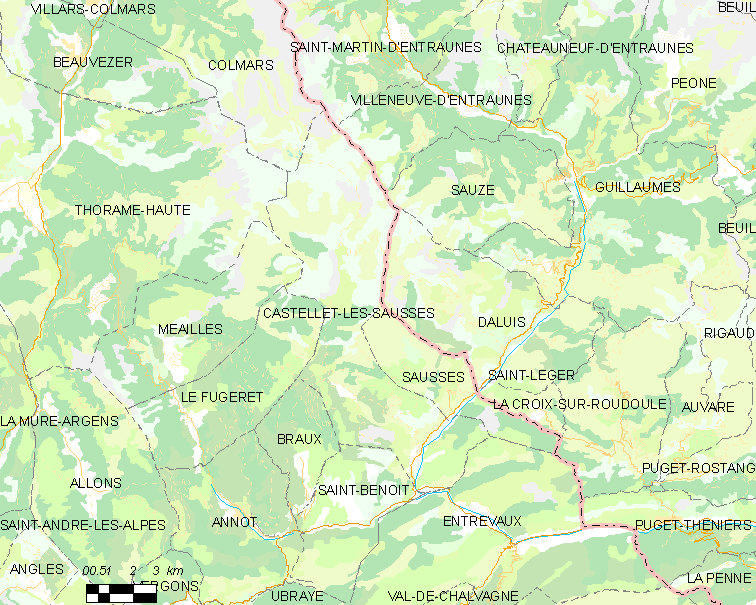
Castellet-lès-Sausses et les communes voisines (Cliquez sur la carte pour accéder à une grande carte avec la légende).

Les communes limitrophes de Castellet-lès-Sausses sont :
- à l’est et dans les Alpes-Maritimes : Saint-Martin-d'Entraunes, Villeneuve-d'Entraunes, Sauze, Daluis ;
- à l’est et dans les Alpes-de-Haute-Provence : Sausses ;
- au sud : Entrevaux ;
- à l’ouest : Saint-Benoît, Braux, Le Fugeret, Méailles, Thorame-Haute ;
- au nord : Colmars.

### Géologie
Le périmètre de protection de la Réserve naturelle géologique de Haute-Provence couvre également la commune de Castellet-lès-Sausses.
Les marnes sont présentes en masse plus ou moins importante aux environs d’Entrevaux et surtout du Castellet-lès-Sausses.
Sur la commune de Castellet juste en aval de Sausses, une source salée faisait l’objet, dans le passé, d’un petit commerce : l’eau salée était concentrée par évaporation, et la saumure était vendue au litre pour les besoins de l’alimentation.

### Relief
Castellet-lès-Sausses est un village perché, dominé par le Rocher du Carton (2 598 m).
Les principaux autres sommets sont : 
- le Puy du Pas Roubinous (2 516 m) ;
- la Cime Fourchias (2 504 m) ;
- la Pointe de Sangaris (2 426 m) ;
- le Col du Fa (route tourmentée puis piste pour y parvenir) à 1 500 m ;
- le Mourre Froid, 2 027 m.

### Hydrographie et les eaux souterraines

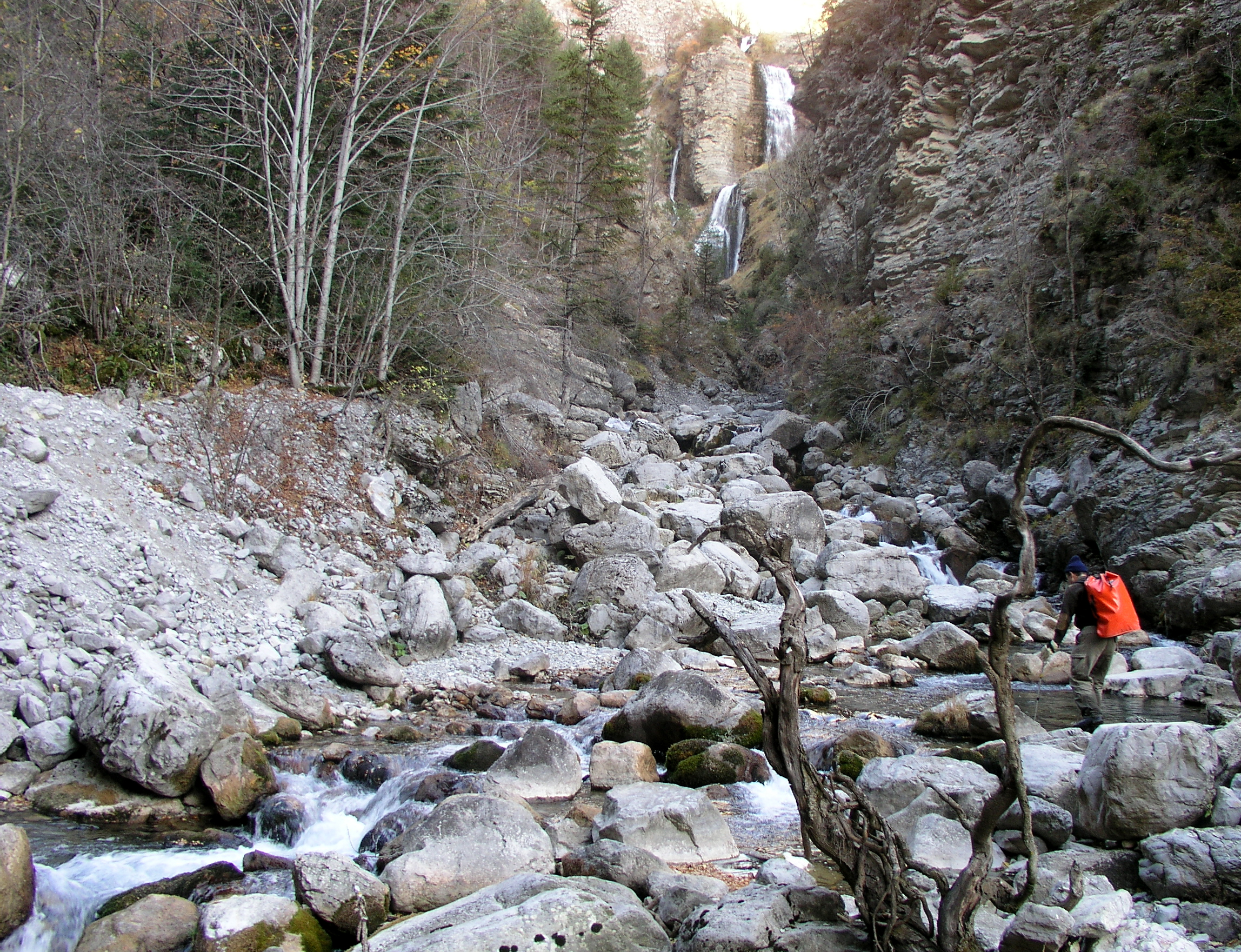
Le Coulomp près de sa source.

La commune a un territoire très allongé du sud au nord sur lequel se trouve la source du Coulomp.
Cours d'eau sur la commune ou à son aval, :
- fleuve le Var,
- ruisseaux de Clape, du Gias et de l'Adrès,
- ravins de Trinquier, de la Gourre, du Riou, des Pourchiers, du Gaut, de la Tuilière, de Mallunes, de Grave Plane, du Pasqueiret, de la Valette, de Farnet,
- torrent le Coulomp.

### Environnement
La commune compte 1 000 ha de bois et forêts, soit 18,5 % de sa superficie.
Le site est inscrit au titre de la loi de 1930 de protection des paysages par arrêté 01 septembre 1966.

### Hameaux

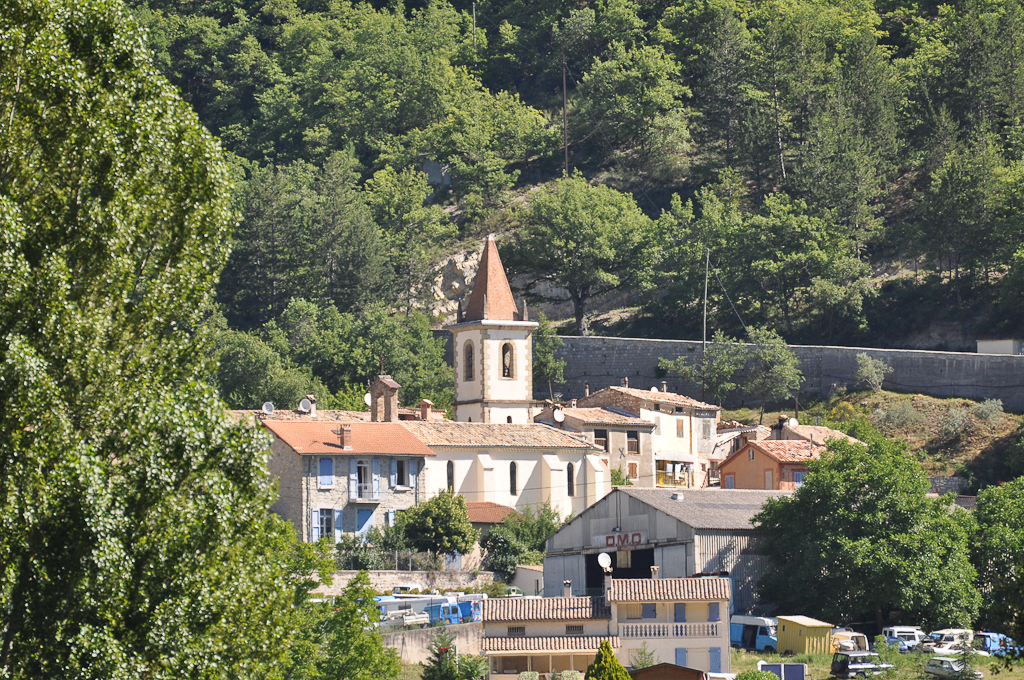
Le hameau de Enriez.

- Aurent, avec motte castrale élevée au XIe siècle[11], fut abandonné de 1978 à 1980.
- Enriez[12] est un hameau qui s'est développé à proximité de la route à la fin du XIXe siècle. Son église dédiée à saint Martin est classée monument historique. Elle possède un tableau donné par Napoléon III en 1869. Une partie du mobilier de l'église paroissiale est classée sur la base Palissy[13],[14].
- Agnerc.

### Risques naturels et technologiques
Aucune des 198 communes du département n'est en zone de risque sismique nul. Le canton d'Entrevaux auquel appartient Castellet-lès-Sausses est en zone 1b (risque faible) selon la classification déterministe de 1991, basée sur les séismes historiques, et en zone 4 (risque moyen) selon la classification probabiliste EC8 de 2011. La commune de Castellet-lès-Sausses est également exposée à quatre autres risques naturels :
- avalanche,
- feu de forêt,
- inondation (dans la vallée du Var),
- mouvement de terrain : quelques versants de la commune sont concernés par un aléa moyen à fort[17].

La commune de Castellet-lès-Sausses est également exposée à un risque d’origine technologique, celui de transport de matières dangereuses par route. La route nationale 202 peut être empruntée par les transports routiers de marchandises dangereuses.
Aucun plan de prévention des risques naturels prévisibles (PPR) n’existe pour la commune mais le Dicrim existe depuis 2011.
Les tremblements de terre ressentis de la manière la plus sensible dans la commune sont ceux du 15 mars 1993, avec une intensité macro-sismique de III et demi sur l’échelle MSK et Demonte pour épicentre, et celui du 5 avril 1959, avec une intensité de III et demi et Saint-Paul-sur-Ubaye pour épicentre.

### Climat
Pour des articles plus généraux, voir Climat de Provence-Alpes-Côte d'Azur et Climat des Alpes-de-Haute-Provence.
En 2010, le climat de la commune est de type climat méditerranéen altéré, selon une étude du Centre national de la recherche scientifique s'appuyant sur une série de données couvrant la période 1971-2000. En 2020, Météo-France publie une typologie des climats de la France métropolitaine dans laquelle la commune est exposée à un climat de montagne ou de marges de montagne et est dans la région climatique Alpes du sud, caractérisée par une pluviométrie annuelle de 850 à 1 000 mm, minimale en été.
Pour la période 1971-2000, la température annuelle moyenne est de 11,9 °C, avec une amplitude thermique annuelle de 16,9 °C. Le cumul annuel moyen de précipitations est de 1 091 mm, avec 6,3 jours de précipitations en janvier et 5,1 jours en juillet. Pour la période 1991-2020, la température moyenne annuelle observée sur la station météorologique de Météo-France la plus proche, « Méailles_sapc », sur la commune de Méailles à 11 km à vol d'oiseau, est de 11,2 °C et le cumul annuel moyen de précipitations est de 1 033,2 mm. 
La température maximale relevée sur cette station est de 38,3 °C, atteinte le 28 juin 2019 ; la température minimale est de −14,2 °C, atteinte le 6 février 2012,,.
Les paramètres climatiques de la commune ont été estimés pour le milieu du siècle (2041-2070) selon différents scénarios d'émission de gaz à effet de serre à partir des nouvelles projections climatiques de référence DRIAS-2020. Ils sont consultables sur un site dédié publié par Météo-France en novembre 2022.

## Urbanisme

### Typologie
Au 1er janvier 2024, Castellet-lès-Sausses est catégorisée commune rurale à habitat très dispersé, selon la nouvelle grille communale de densité à 7 niveaux définie par l'Insee en 2022.
Elle est située hors unité urbaine et hors attraction des villes,.

### Occupation des sols
L'occupation des sols de la commune, telle qu'elle ressort de la base de données européenne d’occupation biophysique des sols Corine Land Cover (CLC), est marquée par l'importance des forêts et milieux semi-naturels (98,1 % en 2018), une proportion sensiblement équivalente à celle de 1990 (98,6 %). La répartition détaillée en 2018 est la suivante : 
espaces ouverts, sans ou avec peu de végétation (38,9 %), milieux à végétation arbustive et/ou herbacée (31,9 %), forêts (27,3 %), zones agricoles hétérogènes (1,3 %), prairies (0,6 %).
L'évolution de l’occupation des sols de la commune et de ses infrastructures peut être observée sur les différentes représentations cartographiques du territoire : la carte de Cassini (XVIIIe siècle), la carte d'état-major (1820-1866) et les cartes ou photos aériennes de l'IGN pour la période actuelle (1950 à aujourd'hui).

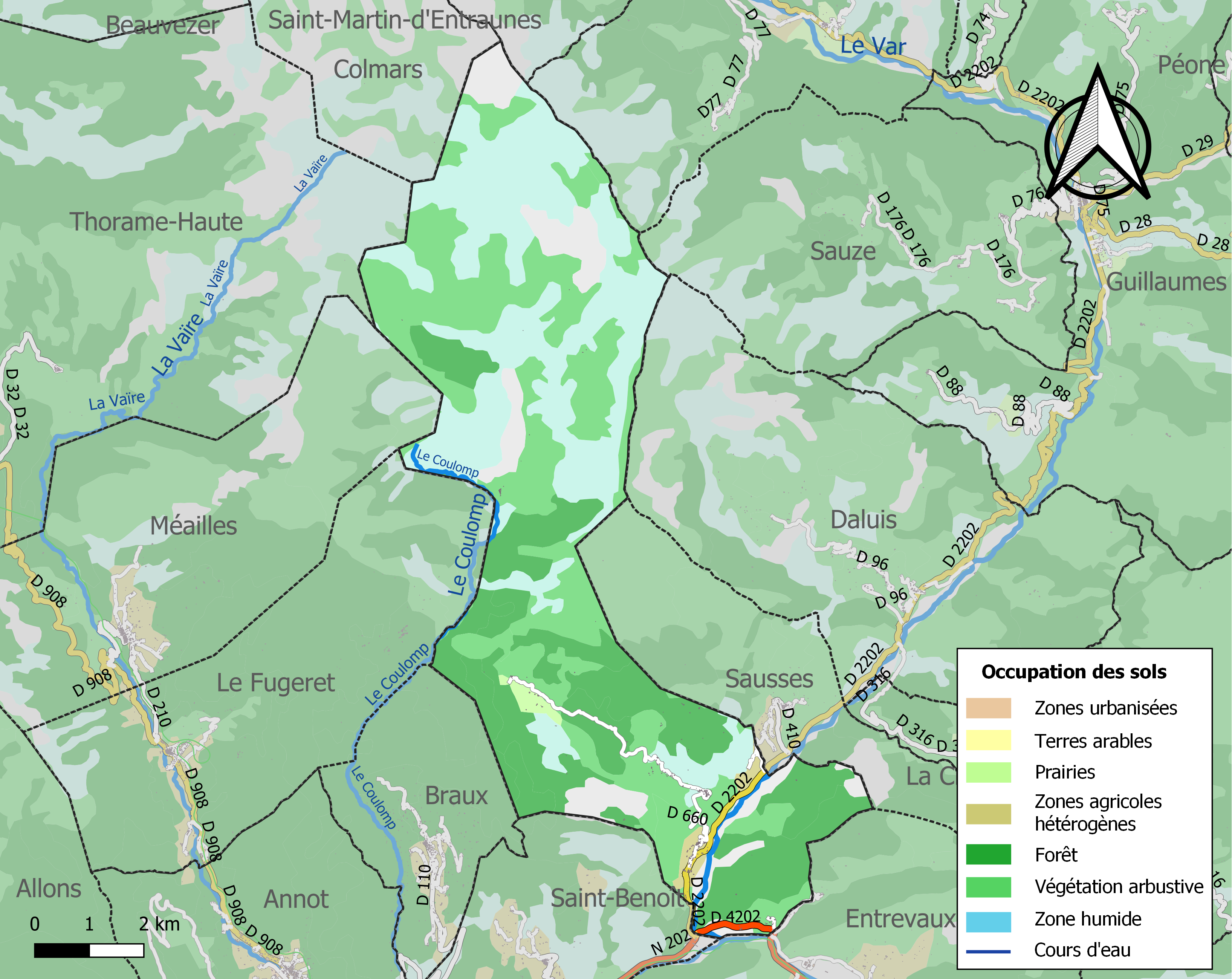
Carte de l'occupation des sols de la commune en 2018 (CLC).

## Toponymie
La localité apparaît pour la première fois dans les chartes au XIIIe siècle (Castelletum de Salsis, soit petit château près de Sausses),. Selon Ernest Nègre, le nom apparaît pour la première fois vers 1200, avec le sens de petit village fortifié, sans château. La présence d’un couvent, attribué par la tradition aux Templiers, changea le nom en Castellum monasterium. Selon Joseph-Antoine Durbec, la maison attribuée aux Templiers est un exemple de faux établissement templier, l’ordre n’ayant jamais rien possédé à Castellet-lès-Sausses.
Le lieu-dit Moustiers est connu depuis 1376 (ecclesia Mostayreti).
Selon Ernest Nègre, le nom du village d’Aurent, ancienne commune, apparu dans les textes vers 1200 (Aurens), vient du peuple des Auriensis, ou du nom de lieu Orense, en Espagne, devenu un nom de famille romain. Selon Charles Rostaing, l’origine du toponyme est probablement antérieure aux Gaulois.

## Histoire

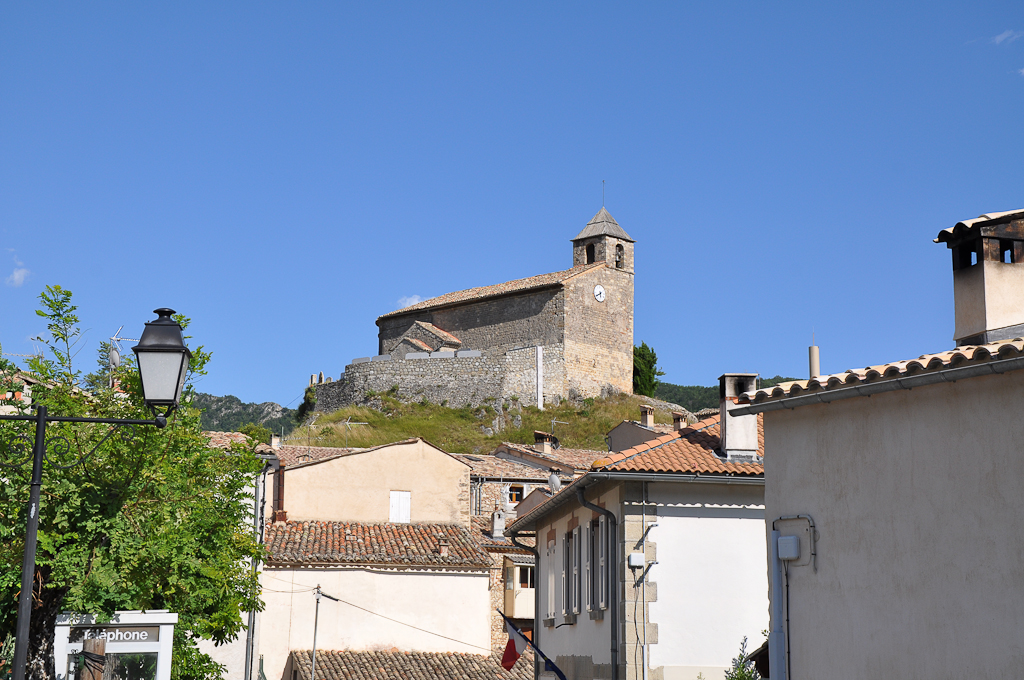
Castellet-lès-Sausses, église et village.

Après la conquête romaine (achevée en 14 av. J.-C.), Auguste organise les Alpes en provinces. Le territoire de l’actuelle commune de Castellet dépend de la province des Alpes-Maritimes et est rattaché à la civitas de Glanate (Glandèves). À la fin de l’Antiquité, le diocèse de Glandèves reprend les limites de cette civitas.
Le fief de Castellet-lès-Sausses était très morcelé, appartenant notamment aux Castellane et aux Pontevès (cf. Castellet-Sausses, sur le site Dignois). Il fut néanmoins érigé en marquisat en 1752, avec Aurent et Mousteyret, pour Gaspard de Gueidan, président au parlement d'Aix.
La Bastide constituait un fief et une communauté au Moyen Âge.
Jusqu’en 1245, la communauté de Castellet relevait de la baillie d’Outre-Siagne, circonscription administrative du comté de Provence. Celle-ci est ensuite démembrée en plusieurs circonscriptions plus petites, et après une période de stabilisation, on sait que Castellet est rattachée à la viguerie de Puget-Théniers. Elle releva de la viguerie d’Annot dès sa création au XVIIIe siècle. Castellet-lès-Sausses était exemptée du paiement du fouage, impôt comtal prélevé en proportion du nombre de feux de chaque communauté.
Le bois des forêts de Castellet était coupé et acheminé par flottage sur le Var pour être utilisé dans la construction de navires à l’arsenal de Toulon, à partir de la seconde moitié du XVIIe siècle. Cette pratique a perduré jusqu’au début du XXe siècle et l’arrivée du chemin de fer, avec d’autres usages pour le bois, dont la construction du port de Nice à partir de 1749.
Durant la Révolution, la commune compte une société patriotique, créée après la fin de 1792.
La Révolution et l’Empire apportent nombre d’améliorations, dont une imposition foncière égale pour tous, et proportionnelle à la valeur des biens de chacun. Afin de la mettre en place sur des bases précises, la levée d’un cadastre est décidée. La loi de finances du 15 septembre 1807 précise ses modalités. Dès 1818, les cadastres dit napoléoniens d’Aurent et de Castellet-lès-Sausses sont achevés.
En 1845, une paroisse fut créée à Enriez. Comme de nombreuses communes du département, Castellet-lès-Sausses se dote d’écoles bien avant les lois Jules Ferry : en 1863, deux écoles dispensant une instruction primaire aux garçons fonctionnent, à Castellet et à Enriez. Aucune instruction n’est donnée aux filles : ni la loi Falloux (1851), qui impose l’ouverture d’une école de filles aux communes de plus de 800 habitants, ni la première loi Duruy (1867), qui abaisse ce seuil à 500 habitants, ne concernent pas la commune. Si les subventions accordées par la deuxième loi Duruy (1877) permettent de rénover les deux écoles, ce n’est qu’avec les lois Ferry que les petites filles de la commune sont scolarisées.
Aurent est rattaché à Castellet-lès-Sausses en 1961, après avoir été rattaché à Braux de 1932 à 1961. Elle comptait 91 habitants en 1765. Elle aussi comptait une école en 1863, réservée aux garçons et remplacée par un bâtiment neuf grâce aux subventions de la deuxième loi Duruy.
Jusqu’au milieu du XXe siècle, un vignoble existait à Castellet-lès-Sausses, dont la production était consommée sur place et s’exportait. Il n’en reste plus rien aujourd’hui.

### Héraldique
| Blason de Castellet-lès-Sausses | Blason  | De gueules à trois tours d'argent, maçonnées de sable, accompagnées en pointe d'une fleur de lys d'or, avec cette inscription autour : CASTELET en lettres de sable,. |
| Blason de Castellet-lès-Sausses | Détails | Armes parlantes. Le statut officiel du blason reste à déterminer. |

## Politique et administration

### Liste des maires
| Période                                  | Période                     | Identité               | Étiquette | Qualité  |
| ---------------------------------------- | --------------------------- | ---------------------- | --------- | -------- |
| mai 1945                                 |                             | Jean Gubert            |           |          |
| Les données manquantes sont à compléter. |                             |                        |           |          |
|                                          |                             |                        |           |          |
| 2001                                     | 2008                        | Éliane Rosie-Viglietti |           |          |
| mars 2008                                | En cours (au 17 avril 2014) | Claude Camilleri,      | DVD       | Retraité |

### Budget et fiscalité 2019
En 2019, le budget de la commune était constitué ainsi :
- total des produits de fonctionnement : 189 000 €, soit 1 397 € par habitant ;
- total des charges de fonctionnement : 129 000 €, soit 957 € par habitant ;
- total des ressources d’investissement : 149 000 €, soit 1 107 € par habitant ;
- total des emplois d’investissement : 149 000 €, soit 1 104 € par habitant.
- endettement : 63 000 €, soit 466 € par habitant.

Avec les taux de fiscalité suivants :
- taxe d’habitation : 14,37 % ;
- taxe foncière sur les propriétés bâties : 18,91 % ;
- taxe foncière sur les propriétés non bâties : 59,32 % ;
- taxe additionnelle à la taxe foncière sur les propriétés non bâties : 0,00 % ;
- cotisation foncière des entreprises : 0,00 %.

Chiffres clés Revenus et pauvreté des ménages en 2017 : Médiane en 2017 du revenu disponible, par unité de consommation : 19 050 €.

### Intercommunalité
Castellet-lès-Sausses fait partie: 
- de 2008 à 2016 de la communauté de communes du Pays d'Entrevaux[60] ;
- à partir du 1er janvier 2017, de la communauté de communes Alpes Provence Verdon.

### Urbanisme
La Communauté de communes Alpes Provence Verdon - Sources de Lumière, créée le 24 novembre 2016 avec effet le 1er janvier 2017, regroupe désormais 41 communes. Cet Établissement public de coopération intercommunale (EPCI) s'est engagé dans une démarche d’élaboration d’un Plan local d’urbanisme intercommunal (PLUi).

## Population et société

### Démographie

#### Évolution démographique
En 2022, Castellet-lès-Sausses comptait 140 habitants. À partir du XXIe siècle, les recensements réels des communes de moins de 10 000 habitants ont lieu tous les cinq ans (2008, 2013, 2018, etc. pour Castellet-lès-Sausses). Les autres « recensements » sont des estimations.
| 1765 | 1793 | 1800 | 1806 | 1821 | 1831 | 1836 | 1841 | 1846 |
| ---- | ---- | ---- | ---- | ---- | ---- | ---- | ---- | ---- |
| 363  | 370  | 330  | 340  | 369  | 405  | 441  | 450  | 444  |

| 1851 | 1856 | 1861 | 1866 | 1872 | 1876 | 1881 | 1886 | 1891 |
| ---- | ---- | ---- | ---- | ---- | ---- | ---- | ---- | ---- |
| 452  | 469  | 427  | 410  | 423  | 434  | 459  | 370  | 356  |

| 1896 | 1901 | 1906 | 1911 | 1921 | 1926 | 1931 | 1936 | 1946 |
| ---- | ---- | ---- | ---- | ---- | ---- | ---- | ---- | ---- |
| 343  | 348  | 347  | 303  | 250  | 218  | 171  | 160  | 151  |

| 1954 | 1962 | 1968 | 1975 | 1982 | 1990 | 1999 | 2006 | 2008 |
| ---- | ---- | ---- | ---- | ---- | ---- | ---- | ---- | ---- |
| 139  | 152  | 134  | 104  | 114  | 119  | 106  | 111  | 113  |

| 2013 | 2018 | 2022 | - | - | - | - | - | - |
| ---- | ---- | ---- | - | - | - | - | - | - |
| 131  | 141  | 140  | - | - | - | - | - | - |

| 1471    |
| ------- |
| 47 feux |

L’histoire démographique de Castellet-lès-Sausses, après le long mouvement de croissance jusqu’au début du XIXe siècle, est marquée par une période d’« étale » où la population reste relativement stable à un niveau élevé. Cette période dure de 1836 à 1881. L’exode rural provoque ensuite un mouvement de recul démographique de longue durée. En 1926, la commune enregistre la perte de la moitié de sa population du maximum historique de 1856. Le mouvement de recul se poursuit jusqu’aux années 1970. Depuis, la population s’est stabilisée au-dessus de la centaine d’habitants.

### Enseignement
Établissements d'enseignements :
- École maternelle et primaire à Entrevaux.
- Collèges à Annot, Puget-Théniers.

### Santé
Professionnels et établissements de santé :
- Médecins à Entrevaux, Annot, Guillaumes,
- Pharmacies à Entrevaux, Annot, Guillaumes,
- Hôpitaux à Puget-Théniers, Castellane.

### Cultes
- Culte catholique, paroisse Annot-Entrevaux et des villages de Braux, Castellet-les-Sausses, Enriez, Iscle de Vergons, le Fugeret, Méailles, Rouaine, Rouainette, Val de Chalvagne, Saint-Benoit, Sausses, Touyet, Ubraye[66],[67], Diocèse de Digne.

## Économie

### Aperçu général
En 2009, la population active s’élevait à 32 personnes, dont 1 chômeur. Ces travailleurs sont majoritairement salariés (22 sur 32) et travaillent majoritairement hors de la commune (23 actifs sur 32).

### Agriculture
Fin 2010, le secteur primaire (agriculture, sylviculture, pêche) comptait trois établissements actifs au sens de l’Insee et un emploi salarié.
Le faible nombre d’exploitations est couvert par le secret statistique, dans l’enquête Agreste du ministère de l’Agriculture. Il était de quatre en 2000, de douze en 1988. De 1988 à 2000, la surface agricole utile (SAU) a fortement baissé, de 266 ha à 113 ha. Actuellement[Quand ?], les exploitations de la commune sont des élevages, les maraîchers et autres exploitants ayant des cultures permanentes ont disparu dans les années 2000.
La culture de l’olivier est pratiquée dans la commune depuis des siècles, tout en étant limitée à des surfaces restreintes. Le terroir de Castellet-lès-Sausses se situe en effet à la limite altitudinale de l’arbre, qui ne peut que difficilement être exploité au-delà des 650 mètres. Actuellement[Quand ?], l’oliveraie communale ne dépasse pas les 1000 pieds.

### Industrie
Fin 2010, le secteur secondaire (industrie et construction) comptait trois établissements, sans emploi salarié.

### Activités de service
Fin 2010, le secteur tertiaire (commerces, services) comptait six établissements (avec deux emplois salariés), auxquels s’ajoutent les deux établissements du secteur administratif (regroupé avec le secteur sanitaire et social et l’enseignement), salariant deux personnes.
D'après l’Observatoire départemental du tourisme, la fonction touristique est assez importante pour la commune, avec entre un et cinq touristes accueillis par habitant, l’essentiel de la capacité d'hébergement étant non-marchande. Aucune structure d’hébergement spécialisée n’est recensée dans la commune. Dans ces conditions, les résidences secondaires apportent la seule capacité d’accueil : avec 108 résidences secondaires, elles comptent pour plus des deux tiers des logements. Huit résidences secondaires possèdent plus d’un logement,.

## Lieux et monuments

### Grotte des Chamois
Depuis 2007, une équipe de spéléologues cartographie une grotte où le Coulomp prend sa source qui a un débit annuel moyen d'environ 1 100 L/s. Le réseau de galeries fait plus de quatorze kilomètres de long pour 390 m (-67 ; + 323) de dénivelé ; le « Coulomp souterrain » formant ainsi une vaste rivière souterraine qui donne naissance par une cascade au torrent du Coulomp. Les pertes des lacs de Lignin situées sur la commune de Colmars-les-Alpes sont à l'origine des eaux souterraines. De 2010 à 2013, un conduit naturel de 40 m a été élargi pour servir de seconde entrée, la grotte des Fantasmes, située sur la commune de Méailles.

### Architecture civile

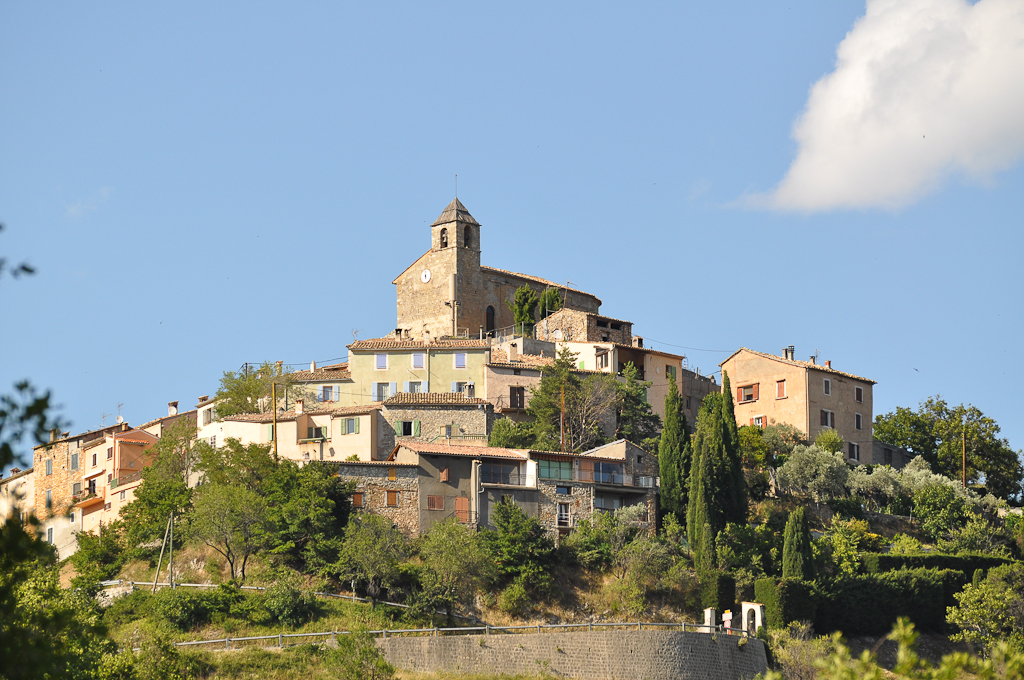
Le village sur son piton rocheux.

Le village, sur un piton rocheux, est considéré comme pittoresque par les historiens Duby et Baratier. Le village d’Aurent se signale en constituant une pointe vers le sud de la zone où les maisons ont, traditionnellement, une couverture de montagne : bardeaux anciennement, lauzes et tuiles en écailles, sur toits à forte pente.
Sur la place de Castellet, une maison seigneuriale, dite le « château », a subi des travaux qui lui ont fait perdre tout caractère distinct.
À Enriez, le château est un bâtiment encadré de deux tours rondes, dont une incomplète (gentilhommière des XVIIe-XVIIIe siècles).
Le pont de Gueydan est signalé par Raymond Collier.

### Architecture militaire
- château fort en ruines[88].

### Architecture religieuse

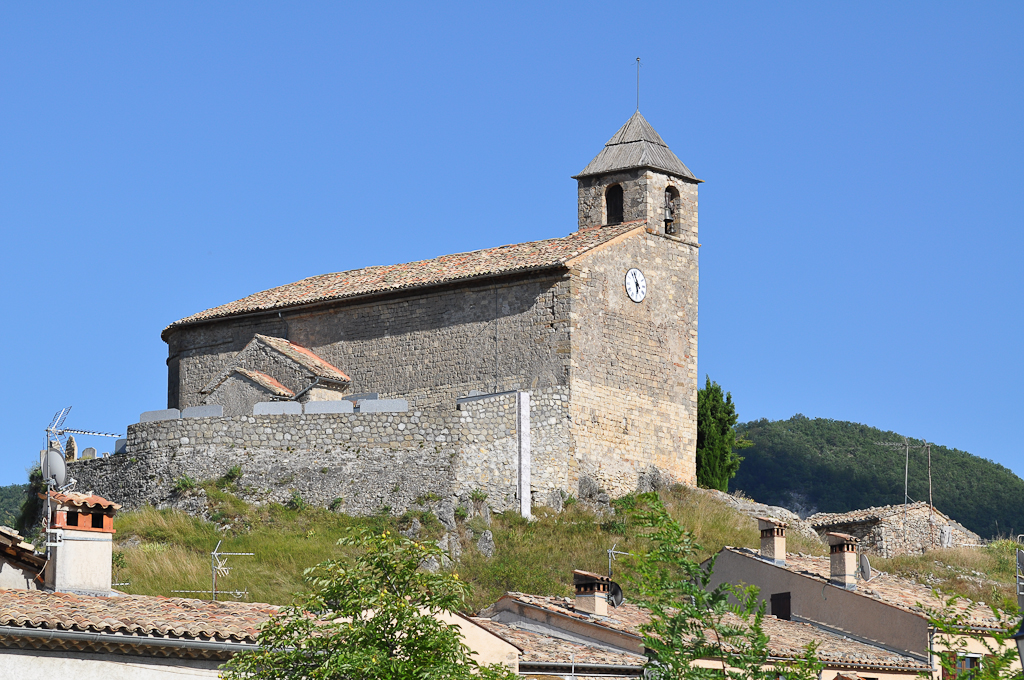
L'église Saint-Pierre-et-Saint-Paul.

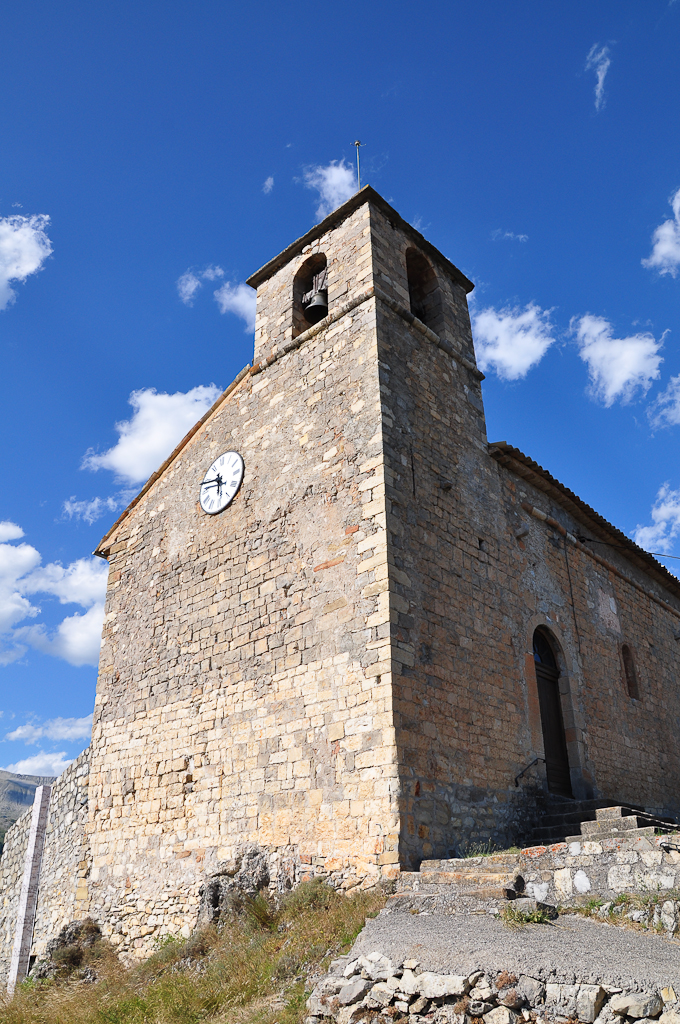
Clocher de l’église Saint-Pierre-et-Saint-Paul.

L’église romane Saint-Pierre-et-Saint-Paul (ou Sainte-Magdeleine), à Castellet, du XIVe siècle, est classée monument historique. Construite au sommet du village, elle domine la vallée du Var d’environ 300 m. Construite à la fin du XIIIe siècle, elle dépendait de l’abbaye San Dalmazzo da Pedona (Piémont). Les trois travées sont coupées par des arcs doubleaux simples, celle du chœur est moins élevée. Elle possède une abside derrière le chœur. Elle se signale surtout par sa position, au sommet de la montagne rocheuse qui porte le village, roc qu’elle semble prolonger. Elle est ornée de peintures « en bon état et d’assez bon goût » (Raymond Collier), dont les motifs sont peints dans des quadrilobes. La croix de procession, en cuivre argenté, est ornée, au bout de chaque branche, de représentations en bas-relief, une sur chaque face. Cette croix, datant du XVIe siècle, est classée monument historique au titre objet.
L’église Saint-Martin, à Enriez, XIXe siècle : elle remplace en 1866 une ancienne église de 30 m2 (dont la démolition a permis de dégager l’actuelle place). Le clocher est construit en 1878. Le sol est pavé de terre cuite.

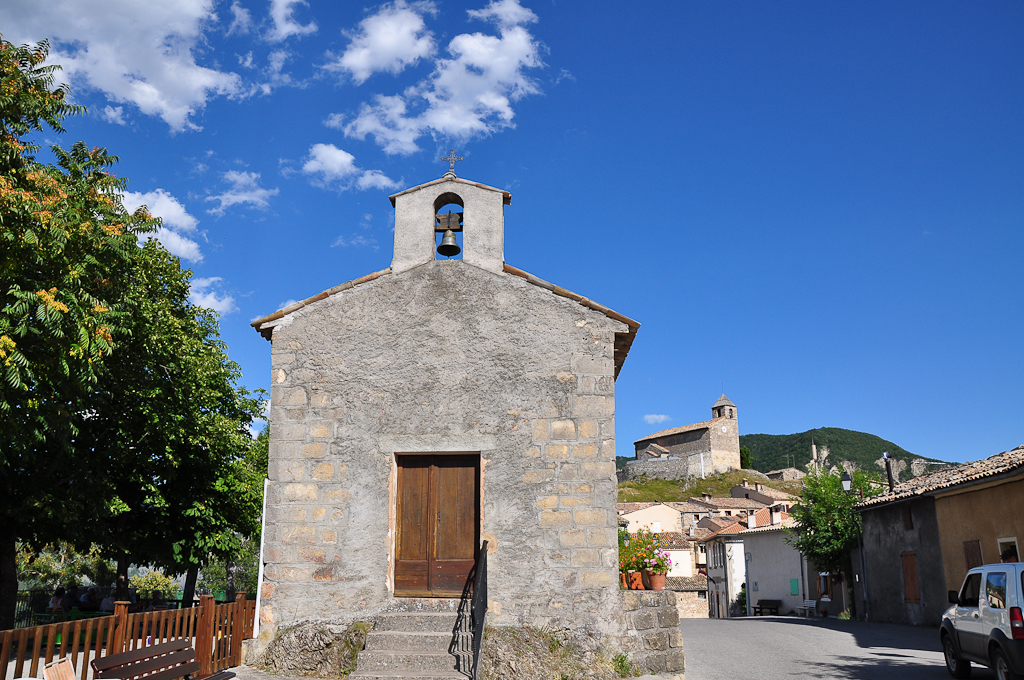
Chapelle Sainte-Madeleine.

L’église Saint-Pons, à Aurent (entre 1600 et 1650) : la voûte en berceau est recouverte intérieurement d'un lambris enduit. Les bardeaux ont été recouverts de tôle plate, le clocher est couvert de lauzes. Au XIXe, elle était pavée de galets.
La chapelle Sainte-Madeleine (XIIIe siècle), sur la place du village de Castellet, en pierre bien taillée. Elle a été voûtée, mais est actuellement plafonnée. Elle a été réparée avant 1892 et en 1967.
Autres chapelles :
- chapelle Saint-Louis ;
- chapelle Saint-Roch[2] ;
- et chapelle Notre-Dame-du-Mousteiret, en ruines[42].

Monuments commémoratifs,,:
- Monument aux morts sur la place[101],[102],
- Monument aux morts, hameau d'Enriez[103]

## Personnalités liées à la commune
- Désiré Séraphin Achard, sergent-major[104].
- Boeuf (Victor, Antonin, Firmin), né le 16 mars 1905 à Castellet-lès-Sausses (Basses-Alpes), décédé le 18 avril 1945 à Bergen (Allemagne), personne morte en déportation[105].
- Jean Gubert, maire élu en mai 1945[106].